# Ruby Dee
Ruby Dee, pseudonimo di Ruby Ann Wallace (Cleveland, 27 ottobre 1922 – New Rochelle, 11 giugno 2014), è stata un'attrice, attivista, sceneggiatrice e poetessa statunitense, candidata all'Oscar alla miglior attrice non protagonista nel 2008.

## Biografia

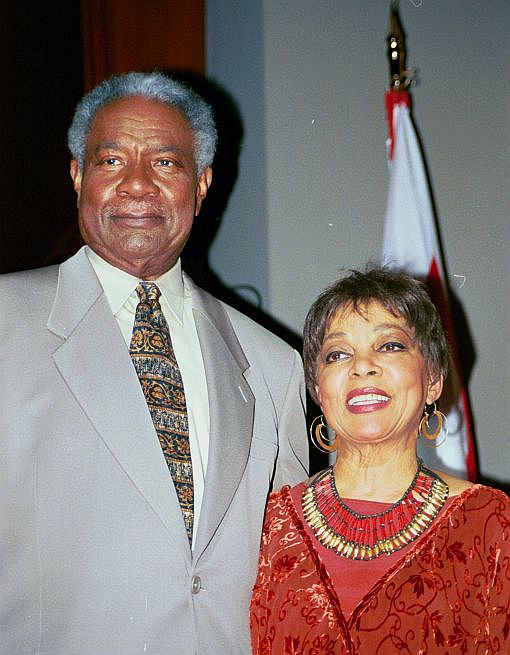
Ruby Dee con Ossie Davis (2000)

Ruby Dee crebbe nel quartiere newyorkese di Harlem, dove si diplomò nel 1945 all'Hunter College in lingua francese e spagnolo, recitando nel frattempo all'American Negro Theater. Fece il suo debutto teatrale a Broadway nel 1943, nel dramma Anna Lucasta. Nel 1946 incontrò l'attore Ossie Davis, con il quale recitava nel dramma Jeb. Si sposarono nel 1948.
Nel 1950 fu la prima donna afroamericana ad interpretare un ruolo primario all'American Shakespeare Festival, vincendo un Obie Award per la sua interpretazione del personaggio di Lena nel dramma Boseman and Lena di Athol Fugard. Vinse inoltre un Drama Desk Award per la sua interpretazione in Wedding Band. La Dee apparve in circa una cinquantina di pellicole, facendo il suo esordio in Uomo bianco, tu vivrai! (1950), al fianco di Sidney Poitier. Il suo primo ruolo importante fu quello della moglie del giocatore di baseball Jackie Robinson nel film autobiografico The Jackie Robinson Story (1950). Dal 1952 entrò a far parte del cast della soap opera televisiva Sentieri, mandata in onda dalla CBS.
Nel 1959 venne acclamata per la sua interpretazione teatrale del personaggio di Ruth Younger nel dramma A Raisin in the Sun di Lorraine Hansberry. Negli anni sessanta partecipò a numerose pellicole a sfondo politico, tra le quali sono da ricordare Un grappolo di sole (1961), Il balcone (1963) e Tradimento (1968). Fra il pubblico più giovane è nota per le sue apparizioni in alcune pellicole dirette dal regista afroamericano Spike Lee, interpretate insieme al marito Ossie Davis, quali Fa' la cosa giusta (1989) e Jungle Fever (1991).
La Dee fu candidata per ben otto volte agli Emmy Awards, vincendo in due occasioni, per il film-TV Decoration Day (1990) e per la sua apparizione nell'episodio Skylark della serie televisiva China Beach (1991). Per l'interpretazione della madre di Frank Lucas in American Gangster (2007) di Ridley Scott, fu candidata nel 2008 al premio Oscar alla miglior attrice non protagonista.

## Filmografia parziale

### Cinema
- Uomo bianco, tu vivrai! (No Way Out), regia di Joseph L. Mankiewicz (1950)
- The Jackie Robinson Story, regia di Alfred E. Green (1950)
- Bersaglio eccellente (The Tall Target), regia di Anthony Mann (1951)
- Nel fango della periferia (Edge of the City), regia di Martin Ritt (1957)
- Sabbie roventi (Virgin Island), regia di Pat Jackson (1959)
- L'orma del gigante (Take a Giant Step), regia di Philip Leacock (1959)
- Un grappolo di sole (A Raisin in the Sun), regia di Daniel Petrie (1961)
- Il balcone (The Balcony), regia di Joseph Strick (1963)
- New York: ore tre - L'ora dei vigliacchi (The Incident), regia di Larry Peerce (1967)
- Tradimento (Uptight), regia di Jules Dassin (1968)
- Non predicare... spara! (Buck and the Preacher), regia di Sidney Poitier (1971)
- Il bacio della pantera (Cat People), regia di Paul Schrader (1982)
- Fa' la cosa giusta (Do The Right Thing), regia di Spike Lee (1989)
- Un amore passeggero (Love at Large), regia di Alan Rudolph (1990)
- Jungle Fever, regia di Spike Lee (1991)
- Un piedipiatti e mezzo (Cop and a Half), regia di Henry Winkler (1993)
- La giusta causa (Just Cause), regia di Arne Glimcher (1995)
- Un semplice desiderio (A Simple Wish), regia di Michael Ritchie (1997)
- Un genio in pannolino (Baby Geniuses), regia di Bob Clark (1999)
- Una partita per la libertà (Passing Glory), regia di Steve James (1999)
- American Gangster, regia di Ridley Scott (2007)
- Una bugia di troppo (A Thousand Words), regia di Brian Robbins (2012)
- 1982, regia di Tommy Oliver (2013)

### Televisione
- The Nurses – serie TV, episodio 1x29 (1963)
- Assistente sociale (East Side/West Side) – serie TV, 1 episodio 1x10 (1963)
- La grande avventura (The Great Adventure) – serie TV, episodio 1x06 (1963)
- Peyton Place – soap opera, 25 puntate (1968-1969)
- Tutti figli di Dio (All God's Children), regia di Jerry Thorpe – film TV (1980)
- L'ombra dello scorpione (The Stand), regia di Mick Garris – miniserie TV (1994)
- Cuore in catene (Captive Heart: The James Mink Story), regia di Bruce Pittman – film TV (1996)
- Little Bill – serie animata, 21 episodi (1999-2003) – voce
- A Storm in Summer - Temporale d'estate (A Storm in Summer), regia di Robert Wise – film TV (2000)
- Il grande Buck McHenry (Finding Buck McHenry), regia di Charles Burnett – film TV (2000)

## Riconoscimenti
- Premio Oscar
  - 2008 – Candidatura alla miglior attrice non protagonista per American Gangster

## Doppiatrici italiane
- Miranda Bonansea in Uomo bianco, tu vivrai!, L'ombra dello scorpione, La giusta causa
- Gabriella Genta in Fa' la cosa giusta, Jungle Fever, Un piedipiatti e mezzo
- Paila Pavese in American Gangster, Una bugia di troppo
- Giuliana Maroni in Nel fango della periferia
- Anna Miserocchi in New York: ore tre - L'ora dei vigliacchi
- Graziella Polesinanti in Un semplice desiderio
- Rita Savagnone in Un genio in pannolino
- Lorenza Biella in CSI - Scena del crimine